# Галицкие (дворянский род)
Галицкие — старинный русский дворянский род.
Происходит от рейтаров смоленских (1672) — Якова и Константина Савельевичей Галицких и записан в VI часть родословных книг Смоленской и Тверской губерний.
Есть ещё два старинных рода Галицких, записанных в I часть родословных книг Волынской и Минской губерний.
Павел Галицкий, в службу вступил в 1808 году и при увольнении, 5 апреля 1824 года награждён чином коллежского асессора, а 17 декабря 1837 года пожалован ему с потомством диплом на дворянское достоинство.

## Описание герба
Щит пересечён-полурассечён. В первой, лазоревой части, серебряный столб, увенчанный золотою короною и сопровождаемый в верхних углах, двумя золотыми о шести лучах звездами, а в нижних углах, двумя таковыми же серебряными звездами. Во второй, серебряной части, чёрное орлиное крыло, влево. В третьей, золотой части, на крест положенные лазоревый меч и чёрный опрокинутый ключ.
Щит увенчан дворянскими шлемом и короною. Нашлемник: серебряный столб, увенчанный золотою короною, между двумя лазурными страусовыми перьями. Намёт лазоревый, с серебром. Герб Галицкого внесён в Часть 11 Общего гербовника дворянских родов Всероссийской империи, стр. 125.